# شهرستان قدس
شهرستان قدس یکی از شهرستان‌های استان تهران است و در غرب شهر تهران که با بافت شهری تهران هم مرز است و نردیکترین شهرستان استان تهران به شهر تهران محسوب می شود و بین استان های تهران و البرز قرار دارد.
مرکز شهرستان قدس که شهر قدس می باشد در سال ۱۳۶۸ از به هم پیوستن چهار منطقه قدیمی اطراف شهر تهران به نام های روستای قلعه‌حسن‌خان( که در زمان تاسیس شهر در قسمت جنوب شهر قدس قرار داشت)، روستای تاریخی کاووسیه(شمال شهر قدس)، روستای سرخ حصار(غرب شهر قدس) و روستای اسماعیل آباد تاسیس گردید و این روستاها به محله های بزرگ شهر تبدیل شدند.
سپس با توسعه شهری و ساخت شهرک بزرگی به نام فرزان در جنوب شهر قدس، محله قلعه حسن خان که بیشتر از باقی محله ها بافت قدیمی خود را حفظ کرده در قسمت مرکزی شهر قدس فعلی قرار گرفت.
این شهر دارای ایستگاه راه آهن، دانشگاه های آزاد اسلامی، علمی کاربردی و پیام نور، سالن سینما و آمفی تئاتر، فرهنگسرا، نگارخانه،  استادیوم فوتبال ۲۵ هزار نفری به‌نام ورزشگاه شهدا (شهر قدس)،  که در گذشته محل مسابقات تیم‌های پیکان، سایپا، راه‌آهن و جایگزینی برای استادیوم آزادی بوده است، سالن های ورزشی و زمین های چمن ورزشی در محله ها چند شهرک صنعتی و پالایشگاه نفت می باشد.
محله کاووسیه شهر قدس قدمتی تاریخی داشته و با توجه به آثار بدست آمده و تابوت مردی مومیایی قدمت آن به سه هزار سال پیش از میلاد مسیح برمیگردد. این محله در شمال شهر قدس، دقیقا در نزدیکی تقاطع اتوبان حکیم، اتوبان فتح و اتوبان لشگری(جاده مخصوص کرج) قرار گرفته است. در سال ۱۴۰۱ دو ورودی و زیرگذر ریل راه آهن که در حاشیه این محله قرار دارد از تقاطع این اتوبان ها جهت دسترسی مستقیم محلی به محله کاووسیه احداث و افتتاح شد و باعث حذف ترافیک برای ساکنین اطراف این محله گردید. ایستگاه راه آهن شهر قدس نیز در مرز بین محله کاووسیه شهر قدس و شهر تهران قرار دارد که به راحتی می توان با قطار به عنوان مترو به میدان راه آهن تهران رسید.
شهر قدس چندین ورودی و دسترسی محلی از اتوبان های اطراف خود دارد که تردد را بسیار آسان کرده است به طوری که از شهر قدس تا میدان آزادی فقط ۲۰ دقیقه فاصله زمانی می باشد. از جمله این ورودی ها عبارتند از پل و زیرگذر انقلاب که ورودی های اصلی هستند و مابین کاووسیه و صنعتگران قرار دارند. ورودی دوم کاووسیه، ورودی تولیدگران، ورودی امامزاده حضرتین، ورودی سرخ حصار، ورودی شهرک فرزان و ورودی کوهک.
شهرستان قدس با احتساب شهر قدس، بخش زرنان، شهرک دانش و هفت‌جوی، جمعیتی بالغ بر ۷۵۰ هزار نفر جمعیت دارد. شهرستانی مهاجرپذیر است و جمعیتش برگرفته شده از همه اقوام و شهرستان‌هاست. بخاطر همین در ایام محرم و عاشورا، آئین‌های مختلف عزاداری سراسر کشور را در آن می‌بینیم. این شهرستان تنها با یک جدول از منطقه ۲۱ و ۱۸ تهران جدا شده و دارای دسترسی های زیادی از غرب و جنوب تهران می باشد به طوری که اتوبان حکیم مستقیم به شهر قدس ختم می شود. در این شهرستان باغ های بزرگ زیادی قرار دارد که در گذشته جزو جنگل و زمین های چیتگر محسوب می شدند.
عموم مردم این شهرستان کارگر و کارمند و کاسب جزئی و از طبقه متوسط جامعه هستند. شهر قدس و شهرستان قدس در دوران جنگ ایران و عراق از جمعیت شهرقدس ۲۲۰ نفر و شهرستان قدس بیش از ۴۰۰ نفر شهید شده‌اند.
از سال ۱۳۹۳ به بعد فعالیت شهرداری شهر قدس و رسیدگی دولت وقت در این شهر افزایش قابل توجهی یافت و باعث نوسازی بافت های فرسوده، تسهیل در تردد و دسترسی به امکانات، افزایش کیفیت آب شرب و رشد و توسعه مناطق نوساز و بالا رفتن سطح فرهنگی ساکنین این شهر شد که باعث تغییرات زیادی در چهره ی این شهر شده است.

## تاریخچه
مرکزیت شهرستان قدس اوایل انقلاب با ادقام چند روستا با نام‌های قلعه حسن خان(که حسن خان میرشکار سلسله قاجاری بوده)، کاووسیه، سرخ‌حصار و اسماعیل‌آباد نام آن به شهر قدس تغییر پیدا کرد. بعدها با اضافه شدن اراضی بیشتر و تصویب نخست‌وزیر وقت به شهر قدس تبدیل شد سپس روستاهای زرنان در جنوب شهرستان قدس و هفت جوی به آن پیوستند و تبدیل به بخش قدس شد و بابت شهرستان شدن شهریار (علی‌شاه عوض) به شهرستان شهریار پیوست. دراردیبهشت ۱۳۸۸ هیئت وزیران بنا به پیشنهاد وزارت کشور و طرح حسین گروسی نماینده مجلس وقت، با ایجاد شهرستان قدس به مرکزیت شهر قدس که با ساختار تقسیماتی بخش مرکزی شامل دهستان‌های هفت جوی و دانش با درجه تراکمی زیاد، در غرب شهر تهران و کیلومتر ۲۰بزرگراه فتح و مجاورت استان البرز و راه‌آهن تهران ـ تبریز و متروی تهران هشتگرد قرار گرفته است موافقت کرد.

## تقسیمات کشوری

### بخش‌ها
- مرکزی

### شهرها
- قدس

### شهرک‌ها
- شهرک فرزان
- شهرک ابریشم
- شهرک(روستا) هفت‌جوی
- شهرک دانش
- شهرک بهشتی
- شهرک عزیزی
- شهرک فرشته
- شهرک(روستا) زرنان بالا
- شهرک(روستا) زرنان پایین

### محله‌ها

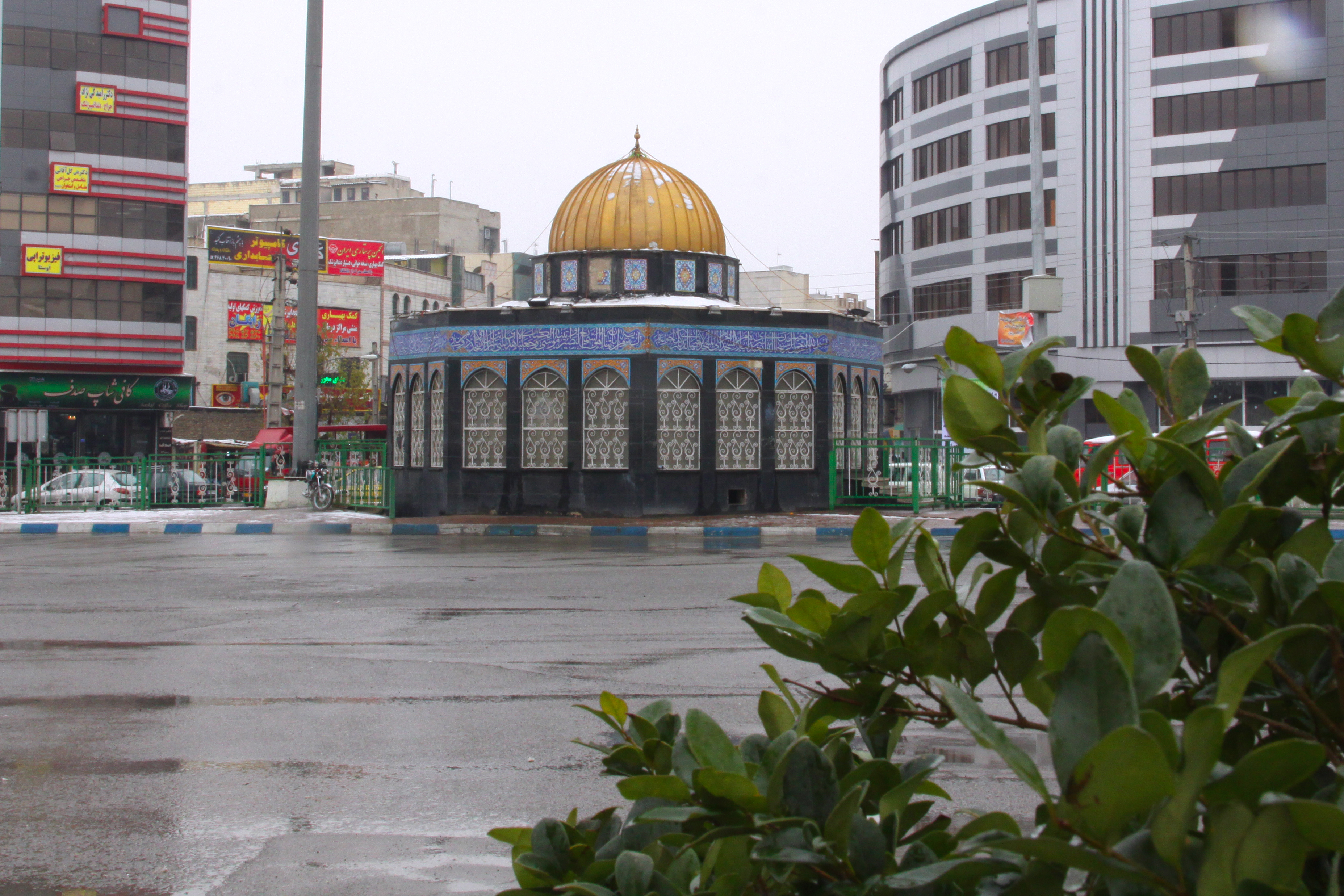
- میدان قدس سابق که در حال حاضر به بلوار تبدیل شده است.

- کاووسیه
- سرخ‌حصار
- امامزاده
- چمن (سبزه الماس)
- سرقنات
- ابریشم (اسماعیل‌آباد)
- طالقانی
- سی‌متری (شهدا) بالا
- سی‌متری (شورا) پایین
- کاج
- قورت‌داغی (شهرک عزیزی)
- عمارت
- مصلی
- الهیه
- کوی فرزان
- عزیزی
- جوادآباد
- شهرک بهشتی
- گودرزی
- عوارضی
- صاحب الزمان
- محمدآباد
- سجاد
- شهرک فرشته
- زیتون
- شهرک صنعتی زاگرس
- صنعتگران